# 唐铁汉
唐铁汉（1946年—），汉族，中华人民共和国政治人物、第十一届全国政协委员。
加入中国共产党，担任国家行政学院原副院长、党委委员。2008年，当选第十一届全国政协委员，代表社会科学界，分入第三十三组。并担任社会和法制委员会专委。